# Voisey
Voisey est une commune française située dans le département de la Haute-Marne, en région Grand Est. Les habitants de Voisey s'appellent les Voiseyens et les Voiseyennes.

## Géographie

### Localisation
La commune est située dans le sud-est haut-marnais, dans le canton de Bourbonne-les-Bains.
Voisey est entourée de vastes forêts qui lui donnent un aspect nettement campagnard, bien que le village ait été, un temps, un chef-lieu de canton.
| Soyers                                     | Bourbonne-les-Bains | Melay                                                        |
| Velles Guyonvelle                          | Voisey              | Barges Haute-Saône                                           |
| Betoncourt-sur-Mance Haute-Saône Pisseloup | Neuvelle-lès-Voisey | Vernois-sur-Mance Haute-Saône Rosières-sur-Mance Haute-Saône |

### Communes limitrophes
Au nord, on trouve la ville de Bourbonne-les-Bains. Au nord-est, se trouve Melay. Au sud, on trouve Barges (qui se situe en Haute-Saône) et Neuvelle-lès-Voisey. A l'est en partant du sud, Pisseloup,Betoncourt-sur-Mance (qui se situe en Haute-Saône), Guyonvelle et Velles. Enfin, il y a Soyers au nord-ouest.

### Hydrographie
La commune est dans le bassin versant de la Saône au sein du bassin Rhône-Méditerranée-Corse. Elle est drainée par l'Amance, le Molerupt, le ruisseau de la Gueuse, le ruisseau du Moulinot, le ruisseau de Gratery, le ruisseau de la Noue Tranchot, le ruisseau de la Verrerie, le ruisseau de Voisey et le ruisseau du Trabat.
L'Amance, d'une longueur de 47 km, prend sa source dans la commune de Haute-Amance et se jette  dans la Saône à Jussey, après avoir traversé 21 communes. 

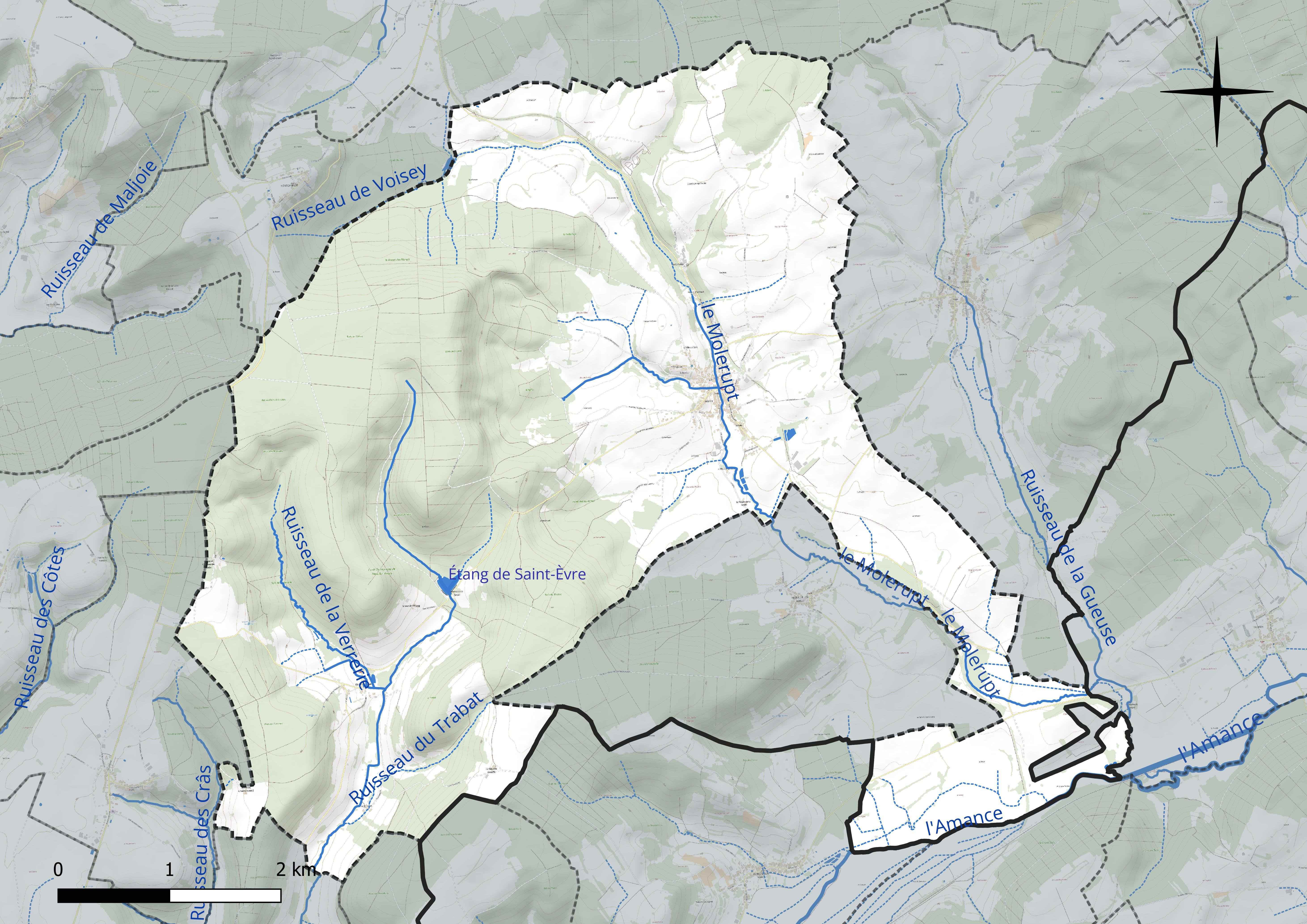
Réseau hydrographique de Voisey.

Un plan d'eau complète le réseau hydrographique : l'étang de Saint-Èvre (2 ha),.

### Climat
Pour des articles plus généraux, voir Climat du Grand Est et Climat de la Haute-Marne.
En 2010, le climat de la commune est de type climat de montagne, selon une étude du Centre national de la recherche scientifique s'appuyant sur une série de données couvrant la période 1971-2000. En 2020, Météo-France publie une typologie des climats de la France métropolitaine dans laquelle la commune est exposée à un climat océanique altéré et est dans la région climatique  Lorraine, plateau de Langres, Morvan, caractérisée par un hiver rude (1,5 °C), des vents modérés et des brouillards fréquents en automne et hiver. 
Pour la période 1971-2000, la température annuelle moyenne est de 10 °C, avec une amplitude thermique annuelle de 17,1 °C. Le cumul annuel moyen de précipitations est de 984 mm, avec 13,1 jours de précipitations en janvier et 9,4 jours en juillet. Pour la période 1991-2020, la température moyenne annuelle observée sur la station météorologique de Météo-France la plus proche, « Fayl-Billot_sapc », sur la commune de Fayl-Billot à 18 km à vol d'oiseau, est de 10,5 °C et le cumul annuel moyen de précipitations est de 995,6 mm. 
La température maximale relevée sur cette station est de 38,5 °C, atteinte le 25 juillet 2019 ; la température minimale est de −16,1 °C, atteinte le 24 décembre 2001,,. 
Les paramètres climatiques de la commune ont été estimés pour le milieu du siècle (2041-2070) selon différents scénarios d'émission de gaz à effet de serre à partir des nouvelles projections climatiques de référence DRIAS-2020. Ils sont consultables sur un site dédié publié par Météo-France en novembre 2022.

## Urbanisme

### Typologie
Au 1er janvier 2024, Voisey est catégorisée commune rurale à habitat dispersé, selon la nouvelle grille communale de densité à sept niveaux définie par l'Insee en 2022.
Elle est située hors unité urbaine et hors attraction des villes,.

### Occupation des sols
L'occupation des sols de la commune, telle qu'elle ressort de la base de données européenne d’occupation biophysique des sols Corine Land Cover (CLC), est marquée par l'importance des territoires agricoles (52,3 % en 2018), une proportion sensiblement équivalente à celle de 1990 (52 %). La répartition détaillée en 2018 est la suivante : 
forêts (46,7 %), prairies (27,4 %), terres arables (18,2 %), zones agricoles hétérogènes (6,8 %), zones urbanisées (1 %). L'évolution de l’occupation des sols de la commune et de ses infrastructures peut être observée sur les différentes représentations cartographiques du territoire : la carte de Cassini (XVIIIe siècle), la carte d'état-major (1820-1866) et les cartes ou photos aériennes de l'IGN pour la période actuelle (1950 à aujourd'hui).

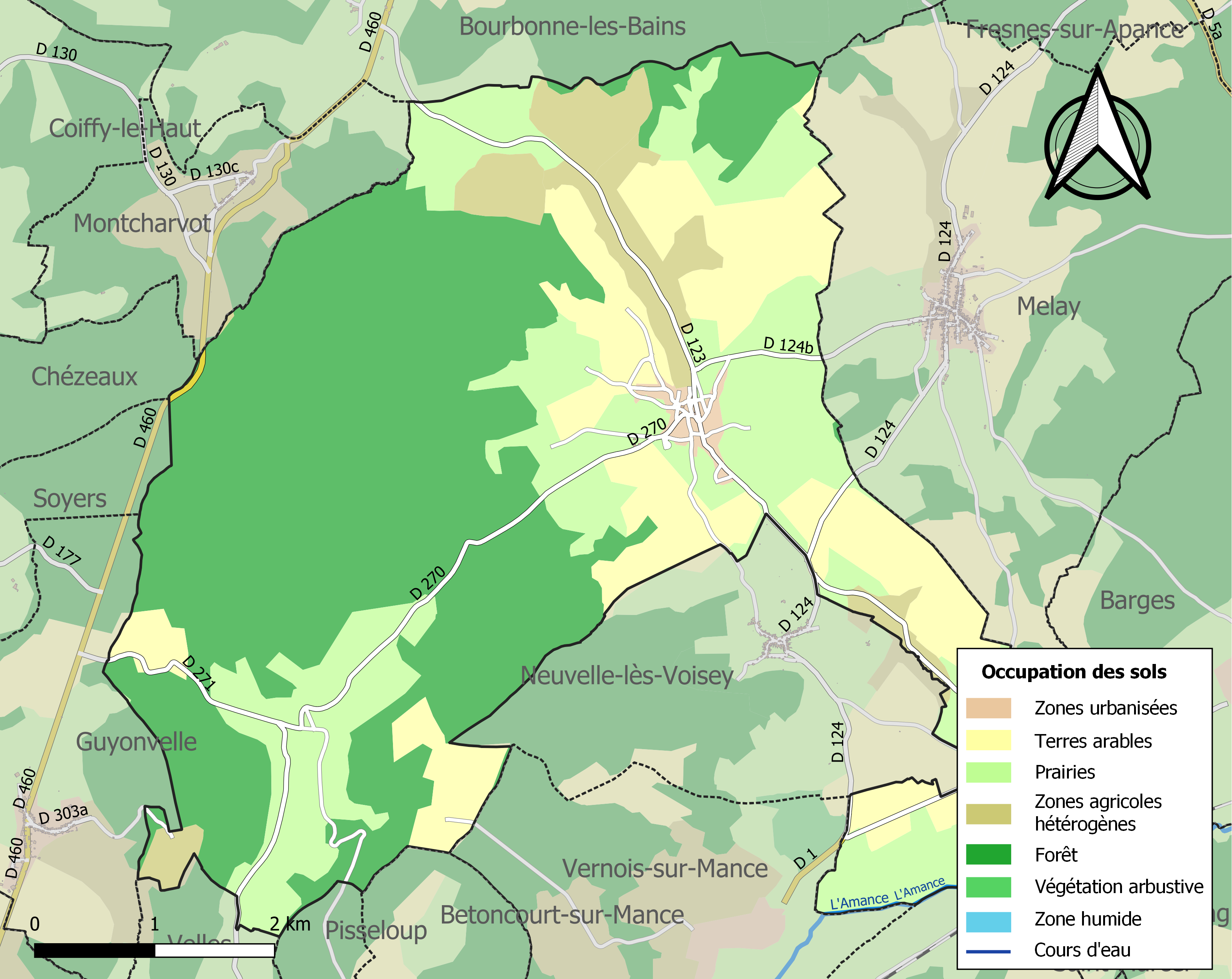
Carte des infrastructures et de l'occupation des sols de la commune en 2018 (CLC).

## Histoire
Voisey, nommé Vogesus, Voysie, Vousey, dans les vieilles chartes, est un des villages importants de la châtellenie de Jonvelle.
Liébaud de Voisey, prévôt de Jonvelle, Villencus et Rofroy, ses frères, avec Richard, leur neveu, et l’abbé Guy de Cherlieu, furent témoins d’une donation faite à l'abbaye de Clairefontaine par Henri, frère de Frédéric de Dampierre, comte de Toul (1150). Sept ans plus tard, les mêmes nobles figuraient dans une illustre assemblée tenue à Jonvelle[1]. Jean de Voisey accompagna le sire de Joinville dans la première croisade de saint Louis. Jacquot de Voisey combattit devant Arras avec Jean sans Peur et les chevaliers du Comté (1414) [2].
Voisey avait un prévôt dès le commencement du XIIIe siècle : Guy et Viard étaient revêtus de cette charge en 1218 et 1248. Au XIVe siècle, ce village reçut de Philippe de Jonvelle, comme le reste de la seigneurie, des franchises en rapport avec les besoins de l'époque : il eut dès lors son procureur, son maire et ses échevins[3]. En 1560, les habitants se trouvèrent en litige avec les frères Jean-Baptiste, Georges et Gaspard d’Andelot, seigneurs de Jonvelle et de Voisey, au sujet des bois et des communaux : la cour de Dole envoya Joseph Perrin, son notaire et greffier, pour examiner l’affaire, et celui-ci reconnut en ces termes les droits des sujets :
« J'ai de par la majesté du roi, duc et comte de Bourgogne, souverain seigneur, et de par ladite cour de parlement de Dole, maintenu et gardé, maintiens et garde lesdits impétrans ès droits ci-après déclarés : à savoir, les habitans particuliers de Voisey appelés les francs, en la possession, jouissance, saisine ou quasi, et tant par eux, leurs serviteurs que leur certain commandement, prendre, couper, abattre et emmener des bois assis et situés en et rière le finage et territoire dudit Voisey, selon qu’ils s'étendent et comportent, toutes manières de bois vifs, sauf le sorbier, poirier, pommier et cerisier, sans danger d’encheoir en aucune amende envers ledit seigneur défendeur et ses dits frères seigneurs dudit Voisey, en payant néanmoins par iceux habitans francs les redevances de cire accoutumées. Item les manans et habitans dudit Voisey n'étant appelés francs, en la jouissance et possession de, pour leurs commodités, prendre, couper, abattre et emmener toutes manières de bois vifs autres que lesdits sorbier, poirier, pommier et cerisier, sans pour ce être amendables envers iceux seigneurs de Voisey, sinon au cas qu’ils seront trouvés coupant et abattans lesdits bois vifs autres que les quatre ci-dessus déclarés, par le sergent de la gruerie dudit Voisey ; pourvu toutefois qu'iceux pieds de bois vifs soient de telle grosseur qu’au travers d’un pied l’on puisse faire un pertuis avec un aviron appelé un chausseur, sans que faisant ledit pertuis, ledit pied se fende ; et au cas que ledit pied de bois se fendroit en faisant ledit pertuis, ils sont exempts de payer ladite amende de cinq sols estevenans ni autres au profit d’iceux seigneurs de Voisey. Item tous lesdits habitans impétrans, tant ceux appelés francs qu’autres, en la jouissance et possession du droit de perception et immunité de payer aucune amende de soixante sols estevenans au profit desdicts seigneurs de Voisey, quand ils prendront, couperont les bois de sorbier et autres, sinon au cas qu’ils seront trouvés coupans et abattans lesdits bois par ledit sergent, dit le doyen, et non autrement. Et quand lesdites amendes ou de cinq ou de soixante sols estevenans seront par eux ou aucun d'eux commises, pour être trouvés coupans lesdits bois seulement et non autrement, d'être gagés pour le recouvrement d'icelles amendes par le sergent d’iceux bois ; et en cas d’opposition seront assignés par-devant le bailli de Jonvelle ou le maire de Voisey, ou leurs lieutenans, sans pour ce pouvoir être autrement ni en autres justices poursuivis. ». La même garantie est accordée aux habitants de Voisey sans distinction pour la jouissance de leurs communaux[4].
Le prieuré de Voisey, de l'ordre de Cluny, fondé par un des premiers sires de Jonvelle, sous l’invocation de Notre-Dame et de Saint-Vivant, dépendait du monastère de Saint-Vivant-sous-Vergy, à qui la possession en fut assurée par le pape Alexandre III (1178). Le patronage des cures de Cendrecourt et de Voisey lui appartenait. La conventualité y fut conservée jusqu'en 1548, époque où il tomba en commende. Dom Antoine de Saint-Antide fut le dernier prieur régulier, et Pierre Frémiot, chanoine de la métropole, le premier bénéficier commendataire. L'un de ses successeurs fut Herman d’Ortenberg, auditeur de rote, évêque d’Arras, qui abandonna les levées du prieuré à Pierre Humbert, curé de Maîche (1608). Il fut remplacé par Jean- Baptiste de Cusance, chanoine de Saint-Jean, camérier d'honneur de Sa Sainteté, personnage de la première distinction. À sa mort, le prieuré fut uni au collège des jésuites de Dole, avec plusieurs autres bénéfices (1632). En 1709, il fut donné à Camus d’Artaufontaine, simple clerc tonsuré. Nommé gouverneur de la citadelle d’Anvers, celui-ci résigna son bénéfice à François-Xavier Mareschal de Longeville, qui mourut en 1740. Claude-Antoine Buson de Champdivers, Boulangier, Camuset et Bossu, terminent la liste des prieurs de Voisey.
L'église paroissiale, dédiée à La nativité de Notre Dame. Le style dominant de son ensemble assigne évidemment l’époque romane à sa première construction. L'entrée du portail est ornée de quatre colonnettes à chapiteaux, et la voussure formée par une quadruple archivolte à plein-cintre. Le clocher, carré, lourd et d'un appareil moyen, est terminé par deux pignons, et percé de quatre larges fenêtres aussi à plein-cintre, encadrées de trois colonnettes et divisées par un meneau trilobé, que surmonte une rosace ajourée. La corniche de l'édifice, appuyée sur de simples modillons, présente çà et là quelques figures grimaçantes. L'église est à trois nefs ogivales, sur un axe incliné de droite à gauche, symbole mystérieux qui rappelle la tête penchée du Christ expirant. Les piliers, par leur énorme grosseur, et les arcades à peine brisées des travées, appartiennent encore à l’époque primitive ; mais déjà les arceaux plus élancés de la voûte principale préludent aux formes gracieuses de l'ère suivante, qui a enfanté ces immortels chefs-d'œuvre, la gloire de l'art et de la religion. Les deux piliers voisins du sanctuaire sont cantonnés d'un faisceau de trois colonnettes à chapiteaux historiés. Les deux premiers piliers, dont l'un est cylindrique et l’autre octogone, ont un aspect moins élégant. Les nervures diagonales des voûtes, arrondies dans le sanctuaire et dans les chapelles latérales, deviennent prismatiques en s’éloignant vers le portail ; et au lieu de s'appuyer sur les chapiteaux ou sur des consoles, elles se perdent dans la masse du pilier. Toutes les fenêtres latérales sont élevées, étroites et cintrées ; celle de l’abside, qui est ogivale et à deux meneaux, avait une rosace et sans doute des verrières. Elle a été murée à l’époque de la renaissance et masquée par un retable d’un assez bon travail, il est vrai, mais qui jure avec l’ensemble et prive le sanctuaire de son plus beau cachet d’antiquité.
En résumé, les formes lourdes et rudimentaires, les ornements irréguliers et sans grâce, les différents caractères que nous venons d’étudier dans l'église de Voisey, font penser que cet édifice a été construit d’un seul jet, sauf quelques détails, et qu'il appartient à la troisième période de transition du roman au style ogival. À ce titre il doit être classé parmi les rares monuments qui ont résisté aux injures des siècles comme au vandalisme des guerres et des révolutions. Une restauration de l'imposant maître autel lui a rendu son justice et sa splendeur du XVIIe siècle.
Autrefois, Voisey appartenait à la Franche-Comté qui fut apportée à la France en 1678 par Louis XIV.
La grande culture de Voisey resta la vigne pendant des décennies mais dans les années 1920, après la Première Guerre mondiale, une épidémie de phylloxéra détruisit les vignes qui furent abandonnées au profit de l'agriculture. Aujourd'hui la forêt a remplacé les vignes et la population ne cesse de diminuer. Voisey n'attire plus à part des étrangers en quête de calme. Sur la ligne de Vitrey - Vernois à Bourbonne-les-Bains, la gare de Voisey a fonctionné dès 1880. Le service aux voyageurs a cessé en décembre 1950, c'était une des possibilités pour rejoindre la région parisienne et Troyes depuis Voisey par la gare de Culmont - Chalindrey et la ligne de Paris-Est à Mulhouse-Ville. Le transport de marchandises a perduré jusqu'en 1991.
Le 1er août 1972, la commune de Voisey fusionne avec celle de Vaux-la-Douce sous le régime de la fusion-association.

## Politique et administration

### Liste des maires
| Période                                  | Période        | Identité      | Étiquette | Qualité |
| ---------------------------------------- | -------------- | ------------- | --------- | ------- |
| Les données manquantes sont à compléter. |                |               |           |         |
| mars 2001                                | mars 2008      | Guy Dapret    |           |         |
| mars 2008                                | septembre 2010 | Gérard Valin  |           |         |
| octobre 2010                             | 2014           | Daniel Meulle |           |         |
| 2014                                     | En cours       | Jany Garot    |           |         |

### Elections
Voici les résultats de l'élection présidentielle de 2022 à Voisey.
| Candidats                   | % des voix | Voix |
| --------------------------- | ---------- | ---- |
| Emmanuel Macron (LREM)      | 19,46%     | 36   |
| Marine Le Pen (RN)          | 38,38%     | 71   |
| Jean-Luc Mélenchon (LFI)    | 12,43%     | 23   |
| Valérie Pécresse (LR)       | 2,16%      | 4    |
| Éric Zemmour (REC)          | 8,11%      | 15   |
| Yannick Jadot (EELV)        | 2,16%      | 4    |
| Fabien Roussel (PCF)        | 4,86%      | 9    |
| Anne Hidalgo (PS)           | 3,24%      | 6    |
| Nathalie Arthaud (LO)       | 2,16%      | 4    |
| Philippe Poutou (NPA)       | 1,62%      | 3    |
| Jean Lassalle (R)           | 4,32%      | 8    |
| Nicolas Dupont-Aignan (DLF) | 1,08%      | 2    |

| Candidats              | % des voix | Voix |
| ---------------------- | ---------- | ---- |
| Emmanuel Macron (LREM) | 36,69%     | 62   |
| Marine Le Pen (RN)     | 63,31%     | 107  |

## Population et société

### Démographie
L'évolution du nombre d'habitants est connue à travers les recensements de la population effectués dans la commune depuis 1793. Pour les communes de moins de 10 000 habitants, une enquête de recensement portant sur toute la population est réalisée tous les cinq ans, les populations de référence des années intermédiaires étant quant à elles estimées par interpolation ou extrapolation. Pour la commune, le premier recensement exhaustif entrant dans le cadre du nouveau dispositif a été réalisé en 2004.

En 2022, la commune comptait 275 habitants, en évolution de −6,14 % par rapport à 2016 (Haute-Marne : −4,62 %, France hors Mayotte : +2,11 %).
| 1793  | 1800  | 1806  | 1821  | 1831 | 1836  | 1841  | 1846  | 1851  |
| ----- | ----- | ----- | ----- | ---- | ----- | ----- | ----- | ----- |
| 1 635 | 1 698 | 1 815 | 1 634 | 837  | 1 852 | 1 873 | 1 853 | 1 850 |

| 1856  | 1861  | 1866  | 1872  | 1876  | 1881  | 1886  | 1891  | 1896  |
| ----- | ----- | ----- | ----- | ----- | ----- | ----- | ----- | ----- |
| 1 637 | 1 654 | 1 670 | 1 620 | 1 536 | 1 540 | 1 441 | 1 373 | 1 278 |

| 1901  | 1906  | 1911  | 1921 | 1926 | 1931 | 1936 | 1946 | 1954 |
| ----- | ----- | ----- | ---- | ---- | ---- | ---- | ---- | ---- |
| 1 212 | 1 207 | 1 097 | 820  | 774  | 697  | 653  | 627  | 629  |

| 1962 | 1968 | 1975 | 1982 | 1990 | 1999 | 2004 | 2006 | 2009 |
| ---- | ---- | ---- | ---- | ---- | ---- | ---- | ---- | ---- |
| 645  | 630  | 590  | 507  | 439  | 389  | 385  | 375  | 345  |

| 2014 | 2019 | 2022 | - | - | - | - | - | - |
| ---- | ---- | ---- | - | - | - | - | - | - |
| 299  | 277  | 275  | - | - | - | - | - | - |

## Économie
À l'origine et certainement depuis une longue période, les pierres extraites de la carrière de Voisey ont été transformées en chaux de construction. La cuisson était faite au bois dans un grand four en maçonnerie dont on observait les vestiges il y a encore quelques années.
C'est au cours des années 1920 que Madame Céleste Bernard-Dufay proposa la pierre dénommée dolomie au siège des établissements Schneider à Paris. La dolomie est un carbonate de calcium et de magnésium contenant environ 20 % de chaux et 30 % de magnésium. La sidérurgie utilise la dolomie frittée (cuite à 1900°) pour les revêtements réfractaires des fours de fusion de l'acier. L'exploitation de la carrière fût développée en 1924 par Albert Dumont pour alimenter une des usines Schneider au Creusot qui réalisait  les opérations de frittage dans leur propre installation. La pierre était extraite et concassée puis amenée par camions  et chargé à la gare de Voisey.
La grande crise de 1929 a contraint Albert Dumont à la cessation de cette activité en 1933. En raison des besoins de la Défense Nationale, l'activité repris en 1938 et pendant l'occupation des projets furent élaborés pendant cette période pour le développement des installations après la guerre.
C'est ainsi que les terrains de la carrière furent apportés par Mesdames DUFAY-VOSGIEN  Marthe et DUFAY-DUMONT  Madeleine à la Dolomie française en 1942. Cette société avait été créée en 1902 par le père de son  Président Max Hicquet.
Comme prévu le premier jour de frittage démarra après la guerre au début de  1945 et deux autres fours furent mis en service après. La production de dolomie frittée atteignit couramment 2000 tonnes par mois.
Les principaux client étaient Neuves Maisons, Pompey, Rombas, Gueugnon, Le Creusot, et la Suisse...Au cours de la construction de l'usine, puis de la mise en route de la société Albert Dumont a été secondé par son fils Jean-Baptiste Dumont qui prendra sa succession à son décès en juillet 1956.
En plus de la Dolomie frittée, les services commerciaux rejoints par Claude Dumont en 1948 développèrent la dolomie crue, broyée dans la composition du verre à bouteille. Les principaux clients étaient Gironcourt pour Vittel, Puy-Guillaume pour Vichy, Saint-Gobain pour les fibres de verre. Le marché le plus spectaculaire fût celui des amendements, puis les engrais à base de dolomie. À son tour, Gilles Dumont rejoint la force commerciale de l'entreprise.
Cette diversification des marchés permet à l'usine de maintenir un certain niveau d'activité quand l'arrêt des fours devint nécessaire en 1972 avec les effets négatifs de la crise de la sidérurgie. La persistance et l'aggravation de cette crise entrainèrent finalement l'entreprise au dépôt de bilan à la fin de 1981. Alors, l'activité a été reprise par la société TIMAC de Saint Malo qui a maintenu un fonctionnement lié à l'agriculture.
L'entreprise a eu jusqu'à 120 collaborateurs.
Une boulangerie existait aussi à l'époque et était dirigée par la famille Laurent.

## Culture locale et patrimoine

### Lieux et monuments
- Église Notre-Dame-de-la-Nativité[20], classée en 1943 - partie du XIIIe siècle - retable remarquable.
- Abbaye de Vaux-la-Douce.
- La chapelle du prieuré.
- Carrière de Dolomie.
- Terrain de motocross.
- Musée des traditions populaires, où l'on peut trouver une petite monographie du village écrite par un ancien maire.
- Camping économique.
- Dépôt et pont de la gare.

### Cartes postales anciennes

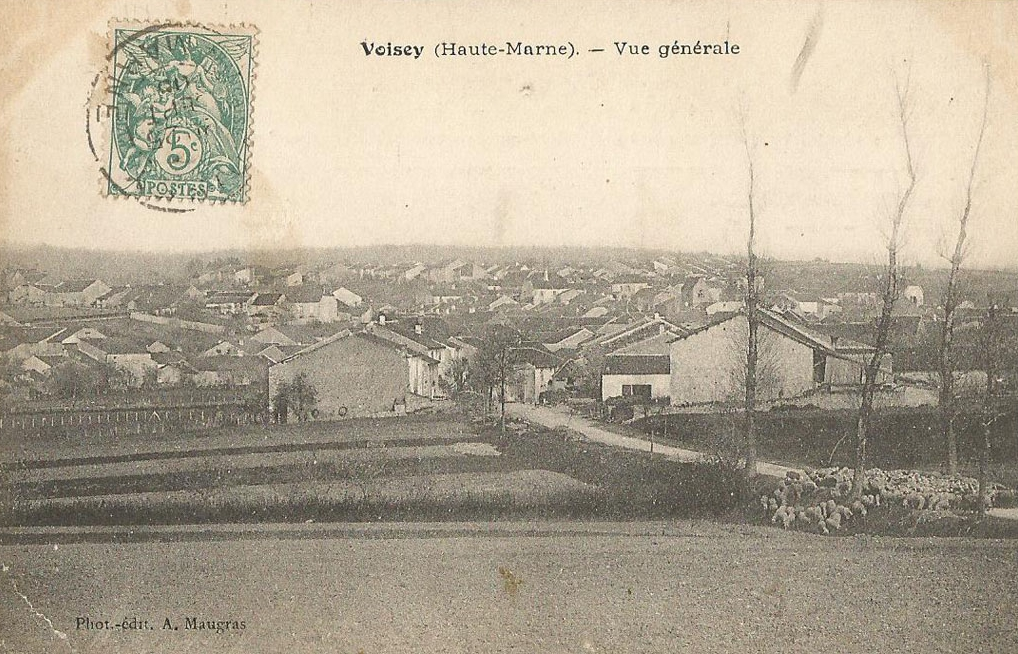
Vue du village vers 1908.
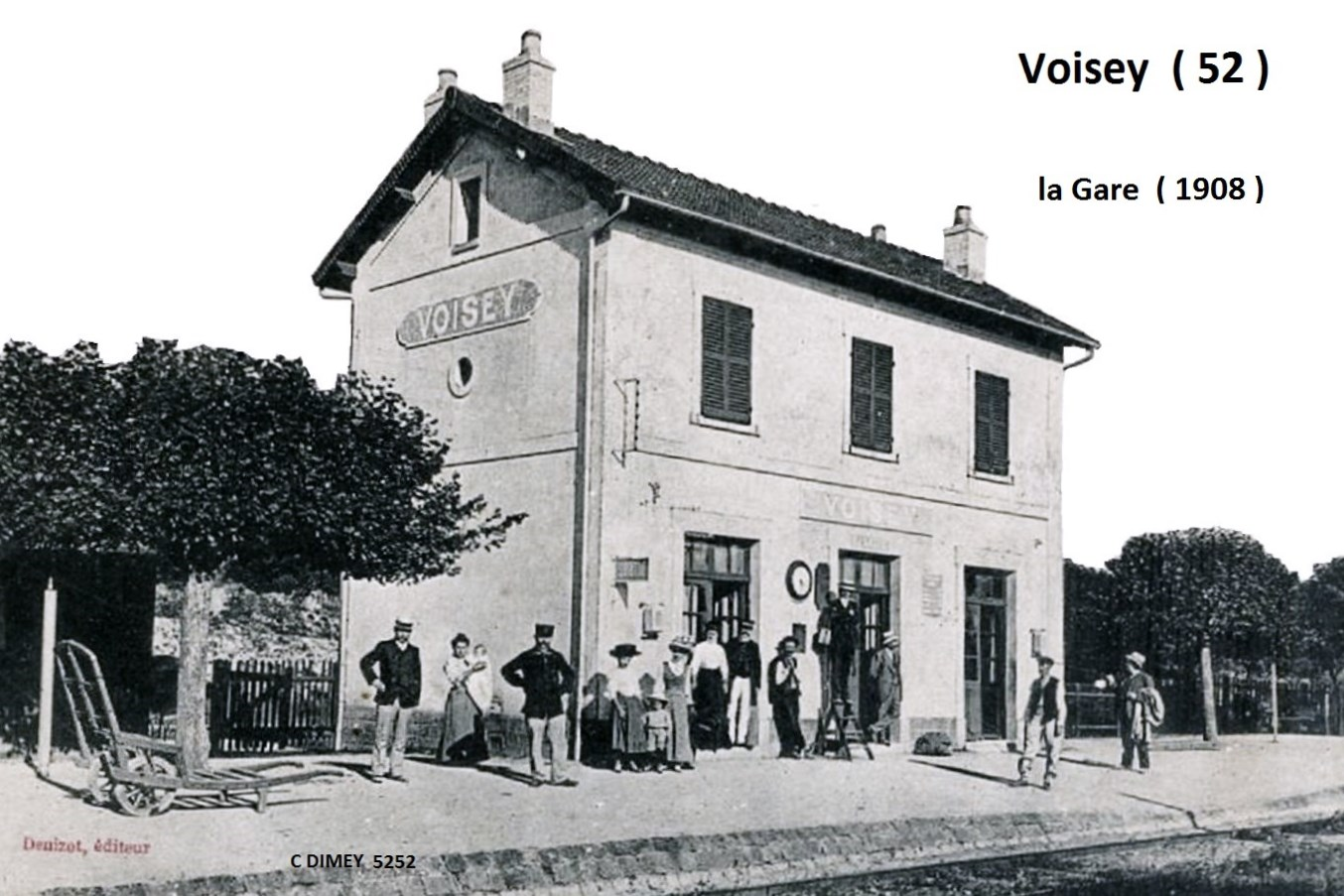
la Gare en 1908
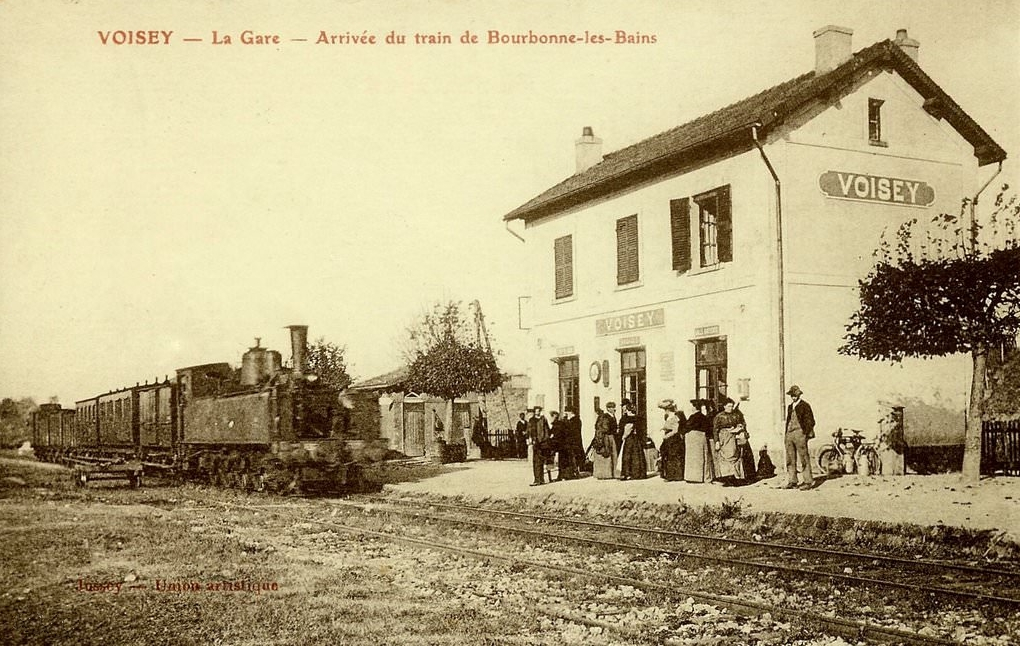
La gare vers 1920.
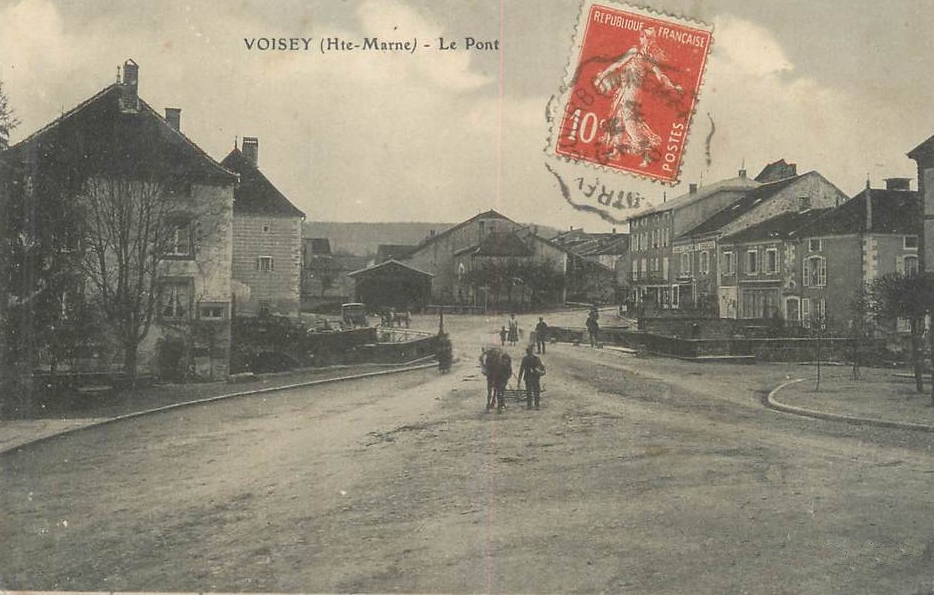
Vue du pont vers 1910.
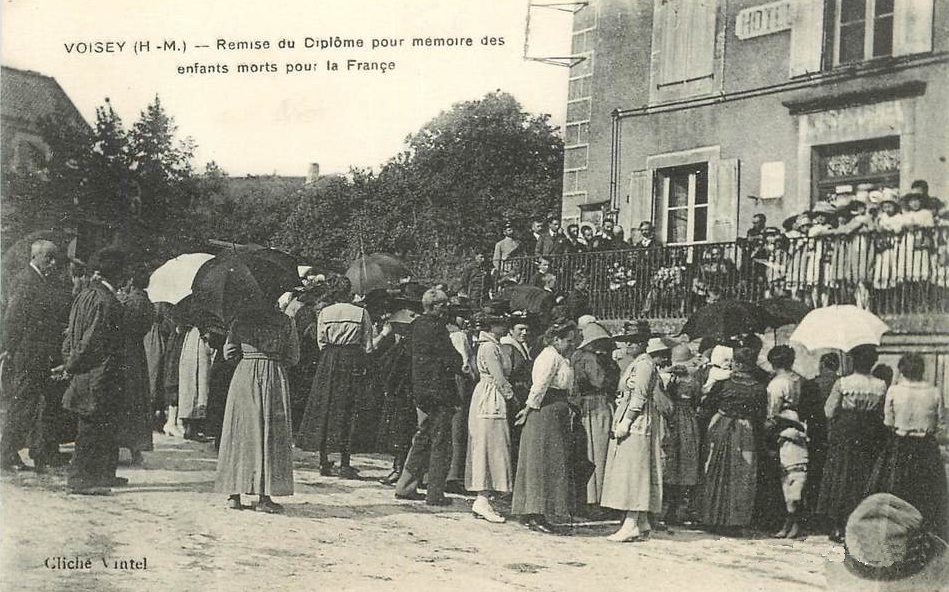
Remise de diplôme vers 1920.

### Personnalités liées à la commune
- François Bertrand, dit le « Sergent nécrophile » ou le « Vampire de Montparnasse », né à Voisey en 1823.
- Saint Martin Luc Huin, vicaire à Voisey entre 1861 et 1864 ; martyr en Corée en 1866, canonisé à Séoul en 1984.

### Articles  connexes
- Communauté de communes de la région de Bourbonne-les-Bains
- Liste des communes de la Haute-Marne